# Here for It All
《Here for It All》은 미국의 싱어송라이터 머라이어 캐리의 열여섯 번째 정규 앨범으로, 2025년 9월 26일 감마를 통해 발매될 예정이다. 앨범의 첫 싱글 〈Type Dangerous〉는 2025년 6월 6일에 공개되었다.

## 배경 및 발매
2025년 6월, 머라이어 캐리는 자신의 열여섯 번째 정규 앨범 작업을 마무리했으며, 이는 《Caution》(2018) 이후 처음으로 발표되는 정규 앨범이자 여러 기념반 이후 처음 선보이는 신보가 될 것이라 밝혔다. 그녀는 이번 앨범이 지난 10여 년간의 개인적 여정을 반영하며, 특히 14세 쌍둥이 자녀를 키우는 어머니로서의 삶에서 영감을 받은 요소들을 담고 있다고 설명했다. 캐리는 앨범이 "여름 느낌"이라며, 수록곡은 총 11곡 또는 12곡이 될 예정이라고 전하면서 "머리이어식 발라드도 있다"고 귀띔했다.
2025년 7월 20일, 캐리는 자신의 디스코그래피를 기념하는 37초 분량의 몽타주 영상을 SNS에 게시했으며, 셀프 타이틀 데뷔 앨범부터 《Caution》까지의 앨범들을 나열하며 카운트다운을 진행했다. 다음 날에는 하이힐을 신고 당당하게 걸은 뒤 앨범 타이틀곡의 일부를 부르는 짧은 티저 영상을 통해 앨범 커버를 공개했다. 앨범은 2025년 9월 26일 감마를 통해 발매될 예정이며, L.A. 리드가 공식 총괄 프로듀서로 참여하는 세 번째 정규 앨범이기도 하다.

## 싱글
2025년 6월 초, 캐리는 자신의 새 앨범의 리드 싱글을 예고하기 시작했다. 해당 싱글 〈Type Dangerous〉는 2025년 6월 6일에 발매되었으며, 조셉 칸이 연출한 뮤직비디오는 그로부터 일주일 후 공개되었다. 이 곡은 미국 《빌보드》 핫 100 차트에 95위로 데뷔하면서, 캐리의 통산 50번째 진입곡이 되었다. 이 곡은 버스타 라임스, 빅 션, 루이사 손자 등이 참여한 다양한 리믹스 버전도 함께 공개되었다. 캐리는 이 곡을 2025년 BET 어워즈에서 처음으로 라이브로 선보였으며, 같은 해 6월 15일 캐피털의 서머타임 볼 무대에서도 공연했다.
2025년 7월 21일, 캐리는 두 번째 싱글 〈Sugar Sweet〉을 예고했으며, 이 곡 역시 앨범에 수록될 예정이다.

## 곡 목록
| #  | 제목                                    | 작사·작곡 | 프로듀서        | 재생 시간 |
| -- | --------------------------------------- | --- | --------------- | --------- |
| 3. | 〈Type Dangerous〉                      | 머라이어 캐리 브랜든 팍 앤더슨 대니얼 무어 2세 에릭 배리어 제이러스 모지 제이슨 파운즈 레이 칼릴 윌리엄 그리핀   | 캐리 무어 N.W.I | 2:55      |
| 4. | 〈Sugar Sweet〉 (피처링 센시아, 켈라니) | 캐리 대리어스 스콧 딕슨 도니 플로레스 버나드 하비 펠리샤 킹 하비 켈라니 패리시 신시아 린다 리 미카이 웨슬리 밀러 | 캐리 하브       | 3:40      |

### 참조
- 3번 트랙 〈Type Dangerous〉는 에릭 비 & 라킴의 1986년 곡 〈Eric B. Is President〉를 샘플링하였으며, 원곡은 에릭 배리어와 윌리엄 그리핀에 의해 작곡되었다.[17]
- 곡 목록은 애플 뮤직에서 가져왔다.[18]